# 브로드캐스트 도메인
브로드캐스트 도메인(Broadcast domain)은 컴퓨터 망의 논리적 구분으로, 모든 노드가 데이터 링크 계층에서 브로드캐스트를 통해 서로 도달할 수 있는 영역이다. 브로드캐스트 도메인은 동일한 LAN 세그먼트 내에 있거나 다른 LAN 세그먼트에 브리징될 수 있다.
현재 널리 사용되는 기술적인 관점에서, 동일한 이더넷 리피터 또는 스위치에 연결된 모든 컴퓨터는 동일한 브로드캐스트 도메인의 구성원이다. 나아가, 상호 연결된 동일한 스위치 또는 리피터 세트에 연결된 모든 컴퓨터는 동일한 브로드캐스트 도메인의 구성원이다. 라우터 및 기타 네트워크 계층 장치는 브로드캐스트 도메인 간의 경계를 형성한다.
브로드캐스트 도메인의 개념은 충돌 도메인과 비교될 수 있는데, 충돌 도메인은 동일한 상호 연결된 리피터 세트의 모든 노드를 의미하며 스위치와 네트워크 브리지에 의해 분할된다. 충돌 도메인은 일반적으로 브로드캐스트 도메인보다 작으며 그 안에 포함된다. 일부 데이터 링크 계층 장치가 충돌 도메인을 분할할 수 있지만, 브로드캐스트 도메인은 라우터나 레이어 3 스위치와 같은 네트워크 계층 장치에 의해서만 분할된다. VLAN을 분리하는 것도 브로드캐스트 도메인을 분할한다.

## 추가 설명
브로드캐스트 도메인과 충돌 도메인의 구분은 단순 이더넷 및 유사 시스템이 통신을 위해 공유 매체를 사용하기 때문에 발생한다. 단순 이더넷(스위치나 브리지 없이)에서는 데이터 프레임이 네트워크의 다른 모든 노드로 전송된다. 각 수신 노드는 각 프레임의 목적지 주소를 확인하고 자신의 MAC 주소 또는 브로드캐스트 주소로 지정되지 않은 프레임은 무시한다.
스위치는 버퍼 역할을 하며, 각 연결된 네트워크 세그먼트에서 프레임을 수신하고 분석한다. 발신 세그먼트에 연결된 노드를 대상으로 하는 프레임은 스위치에 의해 포워딩되지 않는다. 다른 세그먼트의 특정 노드를 대상으로 하는 프레임은 해당 세그먼트로만 전송된다. 오직 브로드캐스트 프레임만 다른 모든 세그먼트로 포워딩된다. 이는 불필요한 트래픽과 충돌을 줄인다.
이러한 스위치드 네트워크에서는 전송된 프레임이 다른 모든 도달 가능한 노드에 의해 수신되지 않을 수 있다. 명목상, 브로드캐스트 프레임만이 다른 모든 노드에 의해 수신될 것이다. 충돌은 발생한 물리 계층 네트워크 세그먼트에 국한된다. 따라서 브로드캐스트 도메인은 전체 상호 연결된 레이어 2 네트워크이며, 각 스위치 또는 브리지 포트에 연결된 세그먼트는 각각 충돌 도메인이다. 명확히 말하자면, 리피터는 충돌 도메인을 분할하지 않지만 스위치는 분할한다. 이는 스위치가 보편화됨에 따라 충돌 도메인이 스위치 포트와 연결된 노드 간의 특정 세그먼트로 격리되었음을 의미한다. 전이중 세그먼트 또는 링크는 각 송신기와 수신기 사이에 전용 채널이 있어 충돌 가능성이 없으므로 충돌 도메인을 형성하지 않는다.

## 브로드캐스트 도메인 제어
충분히 정교한 스위치를 사용하면 브로드캐스트 도메인이 엄격하게 제어되는 네트워크를 생성할 수 있다. 이 개념의 한 가지 구현은 사설 VLAN이다. 또 다른 구현은 리눅스와 iptables를 통해 가능하다. 한 가지 비유는 여러 VLAN을 생성함으로써 브로드캐스트 도메인의 수가 증가하지만 각 브로드캐스트 도메인의 크기는 감소한다는 것이다. 이는 VLAN이 브로드캐스트 도메인을 정의하기 때문이다.
이는 MAC 주소 또는 스위치 포트를 통해 하나 이상의 제공자 노드를 지정함으로써 달성된다. 브로드캐스트 프레임은 이러한 소스에서 시작될 수 있으며 다른 모든 노드로 전송된다. 다른 모든 소스에서 오는 브로드캐스트 프레임은 제공자 노드로만 전달된다. 제공자 노드로 향하지 않는 다른 소스에서 오는 트래픽(P2P 트래픽)은 차단된다.
그 결과는 명목상 공유 전송 시스템인 이더넷을 기반으로 하지만, 클라이언트 노드들이 서로 통신할 수 없고 제공자와만 통신하는 네트워크이다. 클라이언트 노드 간의 직접적인 데이터 링크 계층 통신을 허용하는 것은 ARP 스푸핑과 같은 다양한 보안 공격에 네트워크를 노출시킨다.